# 怪獣王子
『怪獣王子』（かいじゅうおうじ）は、1967年10月2日から1968年3月25日までフジテレビ系で毎週月曜19:30 - 20:00に全26話が放送された、「日本特撮株式会社」製作の特撮テレビ番組。カラー作品。提供はロッテ一社。

## 概要
本作は、広告代理店の東急エージェンシーが100%出資し、本作品のために京都郊外に設立した特撮映画製作会社「日本特撮株式会社」による、初のテレビ映画である。東急エージェンシーは当時、代理店としてフジテレビの毎週月曜19:30 - 20:00の時間枠を所有しており、1966年（昭和41年）にこの時間枠で日本初の連続カラー特撮テレビ番組『マグマ大使』（ピー・プロダクション）を製作放映したが、本作品は『マグマ大使』同様、東急エージェンシーが制作一切を受け持つ「持ち込み」形態で製作され、製作費はすべて東急側が負担している。
作品タイトルは『怪獣王子』だが、実際に登場する怪獣の大半は、巨大なサイズの恐竜そのものとなっている。「主人公の少年がジャングルで行方不明になり、のちに恐竜を乗りこなす少年として登場する」「武器はブーメラン」など、『少年ケニヤ』と共通する設定もみられる。造形の大橋史典が携わっていた『ジャングルプリンス』からの影響もあったとされる。
山口暁演じるレンジャー部隊・西住三曹は、以前に山口がレギュラー出演した『忍者部隊月光』を意識したキャラである。またレンジャー部隊を演じた「JFA（ジェファー＝ジャパン・ファイティング・アクターズ）」は、土屋啓之助監督が顧問につき、『007は二度死ぬ』（1967年）にも参加していた日本のアクション俳優グループの草分け的存在であった。劇中に登場する「レンジャー部隊」は、土屋がアメリカのテレビ映画『コンバット!』を意識して設定されたものである。ちなみに劇中では戦闘機パイロット役として、土屋が自らカメオ出演していたこともあるという。

### 「日本特撮株式会社」の発足
『マグマ大使』以前に、京都の造形家の大橋史典はその造形手腕を買われ、シドニィ・シェルダンを通してハリウッドのテレビ映画配給会社「スクリーン ジェムズ」から仕事の引き合いが来ていた。この話を聞きつけ、ハリウッド相手のビジネスチャンスと踏んだ東急エージェンシーの上島一男プロデューサーは、代理店として介入。スクリーン・ジェムズ側は『ゴジラ』とは違った、恐竜図鑑に出てくるブロントサウルスやティラノサウルスなどのような「恐竜」が登場するテレビシリーズを要望し、東急エージェンシーと「1年間52週分制作する」との契約が交わされた。アメリカ側の要望を受け、本作品では「恐竜」と「怪獣」の境界線が極めて曖昧なものとなっている。
しかし大橋は当時、京都のテレビ番組制作会社「日本電波映画」と専属契約下にあった。このため上島はピープロのうしおそうじ社長に間に入ってもらい、うしおは一時、大橋を自宅に匿い、社で囲い込んだ。先のスクリーン・ジェムズとの企画は、スポンサーのロッテの要望にこたえる形で、まず『マグマ大使』がピープロのもと先行制作された。上島はうしおに大橋の登用を要求し、「マグマ大使」や「ゴア」、「大恐竜」などのキャラクターを製作させている。こうしてフジテレビの東急枠で放映された『マグマ大使』は大ヒットとなり、アメリカ市場への売り込みも行なわれた。
このなか、『マグマ大使』に続く先だっての「恐竜」を主役としたさらなる特撮番組企画は、『怪獣大作戦』と仮題され、東急エージェンシー内で製作準備が進められた。上島は、「特撮が分かる人物」ということで、うしお社長に、ピープロを東急エージェンシー傘下企業となるよう働きかけた。しかし、「田園都市沿線に新規スタジオを建設する」との条件の代わりに、当時フジテレビで放映中のピープロ作品『ハリスの旋風』（代理店は電通）の放映枠の東急への譲渡を持ちかけられたことで、うしおは「道義にもとる」とこれを突っぱねたという。
『マグマ大使』制作中に、大橋史典が日本電波映画との契約問題で解雇された。これを受けた上島は、1966年（昭和41年）、東急エージェンシーの特撮番組・映画を制作するための「日本特撮株式会社」を大橋の地元の京都に設立、高給を条件に大橋を社長に据え、本社の鈴木泰弘プロデューサーを制作部長兼所長として出向させてスタッフ集めをさせ、テレビ特撮番組『怪獣大作戦』の製作準備が進められることとなった。
東急エージェンシー側としても、ハリウッド相手の商機として、この「日本特撮株式会社」に対して破格の資本が投じられ、京都郊外に800万円（当時）かけた特撮プールを含む撮影スタジオが建設された。
東急側は特撮番組制作の実績も体制もないままの会社設立だったため、スタッフはすべて他社からの引き抜きで陣容が揃えられた。監督には鈴木プロデューサーによって、宣弘社の船床定男が抜擢され、宣弘社のスタッフが本編スタッフに据えられた。
京都の日本京映撮影所でクランクインした第1話では、東映京都のベテラン美術監督、鈴木孝俊を招いて映画並みのセットが組まれ、都合1600万円の予算がつぎ込まれた。また、海外輸出を念頭においていたため、第6話までは映画用の35mmフィルムで撮影するという破格さだった。

### 相次ぐトラブル
『怪獣大作戦』は『怪獣王子』と改題され、こうして述べ1年間掛けて制作が行われた本作品だが、急ごしらえのプロダクションだけに制作前から様々なトラブルに見舞われた。
まず、中に演技者が2人入って動かす予定だった主役の恐竜「ネッシー」の20尺（6メートル）サイズのぬいぐるみが、造形者の大橋史典が凝り過ぎて肉厚を厚くして硬くし、さらに鉄骨を入れたため、全く動かないものになってしまった。急遽、東京から開米栄三と高山良策が呼ばれ、これを動きやすいよう改造し、新しく小型のネッシーが作られ、結局、怪獣造形は開米と高山が担当することとなった。この動かせないネッシーを撮影するために光学合成を使わざるを得ず、さらに予算が増加した。このため、スタッフは関西のデパートや福井の旅館で「ぬいぐるみショー」を開催して予算の穴埋めに努力した。このアトラクションのため呼称が存在しない、高山曰く「ザンボラー型」といった怪獣のぬいぐるみが数体制作されている。
クランクインは1966年（昭和41年）10月10日と決められ、撮影所ではスタッフ全員を集めて大橋社長の挨拶が行なわれた。ところが京都のスタッフで固めたかった大橋は、上島の揃えた東京のスタッフが気に入らず、この挨拶で船床定男監督を散々にこき下ろした。万座の席で侮辱された船床監督は涙を浮かべ退席する。この事態により宣弘社の西村俊一プロデューサーの手打ちによってスタッフは総入れ替えとなり『マグマ大使』を担当していた土屋啓之助監督が、船床監督と交代する形で本編監督となった。その理由により本編は土屋が全26話分を監督している。
配役ではタケル役に『忍者ハットリくん (実写版)』（東映京都、NET）でハットリくんを演じた双子の子役野村光徳を据え、周囲にはベテラン俳優が配置されたが、父親役の及川広信はパントマイムが専門の舞台俳優で台詞を上手く喋れなかったため、中盤より仙波和之によるアフレコでこれを補っている。江島助手役の北浦昭義も、台詞に関しては全くの素人だったという。
本編撮影は京都で行われたが、ここでもトラブルが相次いだ。京都の土地柄、地元に「挨拶」なしではどこも撮影が出来ず、相次ぐ嫌がらせでロケのストップが相次いだ。また現場スタッフも東京のスタッフを嫌う風土があり、軋轢も絶えなかった。上島の「怪獣造形さえ出来れば、特撮の方は何とかなるだろう」との考えで、特撮スタッフが全くいなかったため、12月に入っても特撮部分は上がっていなかった。このため東急側は急遽ピープロに助けを求め、特撮監督の小嶋伸介が作画技師の渡辺善夫とともに京都に入り、うしお社長は「日本特撮」の専務の肩書で出向。結局、特撮はピープロのスタッフが担当することになった。

### 放映の打ち切りと「日本特撮」の解散
東急エージェンシーの肝いりで製作された『怪獣王子』は、上記のような制作状態もあって、1967年（昭和42年）7月放映開始予定が10月に放映開始がずれ込んでしまった。結局、これらの事態に大橋の責任も問われ、「日本特撮」は大橋の社長権限を剥奪、事実上の更迭であった。また、その時点で大橋を介していたスクリーン・ジェムズとの提携も霧散したとされ、事実上『怪獣王子』による東急エージェンシーのハリウッド進出の夢は破れた。
放送が開始された1967年10月の時点で、第一次怪獣ブームが沈静化したこともあり、視聴率も伸び悩んだ。上島がスポンサーのロッテに泣きついて延長されたものの、全26話で終了となった。高山良策が制作した恐竜2体は撮影されずにお蔵入りとなったほか、東急エージェンシーが京都へ丸抱えで招いた多数の東京のスタッフも職を失うこととなってしまった。
このため、スタッフの補償問題でストが起こるなか、上島はうしおそうじに残務処理を依頼した。うしおによれば「トラブルがいっぱいあった」なか、スタッフは全員解雇され、「日本特撮株式会社」も解散となり、フジテレビの番組枠も手放さざるを得なくなってしまった。
なお、作中では『マグマ大使』同様、清水寺を始め名所旧跡が登場し、恐竜に破壊されている。京都のスタッフは、「清水寺を破壊する」との企画に絶句したという。

### 続編企画
『怪獣王子　海を渡る』のタイトルで舞台を火山島とアメリカに移した海外版が企画されたが、「日本特撮株式会社」が解散したため、実現しなかった。

## ストーリー
地殻変動によって太平洋上に火山島が出現。ちょうどその時、島の上空を通過した旅客機が噴煙に巻き込まれ、海に墜落してしまう。そして旅客機に乗っていた理学研究者の伊吹博士の幼い双子の兄弟の兄、タケルが荒波の中に姿を消した。
数年後、伊吹博士は頻発する海底地震の原因究明の為に火山島を訪れた。だが博士たちは火山島のウラニウム鉱脈を狙う異星人・遊星鳥人の襲撃を受ける。絶体絶命の博士たちだったが、巨大な雷竜ブロントザウルスとそれに跨った1人の少年によって窮地を脱した。
博士たちを救った少年は、赤ん坊の時に飛行機事故で島に落ち、恐竜プロントサウルスによってひとり育てられた伊吹博士の息子タケルだった。その後、遊星鳥人との戦いで負傷したタケルは博士と共に日本に戻り、母や双子の弟のミツル、妹のヒカルと再会。家族との触れ合いによって人間の優しい心を知ったタケルは日本と火山島を守るため、ネッシーと名付けられた友達のプロントサウルスと共に、得意のブーメランを武器に、遊星鳥人と戦うことを決意する。
タケルとネッシー、そして火山島を守るために組織された国防省の特別攻撃班「レンジャー遊撃隊」の活躍によって遊星鳥人は全滅した。だが、勝利を喜ぶ間もなく、ガンマー星から新たな侵略者・昆虫人間が襲来。平和を取り戻すため、タケルたちは戦い続ける。

## ネッシー
怪獣島の王者であり、火を吐き、タケルを助けて様々な侵略怪獣と闘う。
親恐竜の設定は「全長25m」、「体重50t」。ネッシーは「全長275m」、「体重5万t」で、親と比べると全長は10倍、体重は1000倍となる。ネッシーは火山島の溶岩の熱で卵かかえった突然変異と考えられる。これを設定通りに撮影すると、怪獣王子タケルがマメ粒のような大きさになるため、タケルを頭に乗せた時は親恐竜と同じ大きさに撮影され、怪獣との戦いやタケルがいない時には、周りの木や建物のミニチュアは275mのネッシーの大きさに合わせた縮尺で作られ、撮影されている。
怪獣図鑑では、作中の「ネッシー」は、親恐竜の「200倍パワーアップ」と書かれている。このため遊星鳥人やガンマー星昆虫人間たちの武器はネッシーには通用しなくなり、彼らはネッシーを倒すために、より強力な怪獣たちを次々を送り込んだが、すべてパワーアップしたネッシーに返り討ちにされた。
造形
造形物は大橋史典造形による二人がかりで動かす20尺サイズと、高山良策造形による一人用のぬいぐるみ、および大橋造形による実物大の頭や足が用意された。
実物大頭部はリモートコントロールで目や口が動かせる構造であった。

## スタッフ
- プロデューサー：上島一男、鈴木泰弘、瀬戸口智昭、八木高志（東急エージェンシー）
- 脚本：吉岡道夫、内山順一郎、高久進、山浦弘靖
- 監修：鷺巣富雄
- 監督：土屋啓之助
- 撮影：須藤登
- 照明：前田光秋
- 美術：鈴木孝俊
- 音楽：半間巖一
- 助監督：中野恵之、五十嵐貞昭
- 特殊撮影：野本一雄
- 特殊照明：岡本健一
- 合成技術：小野義雄
- 合成撮影：青柳寿夫
- 作画：渡辺善夫
- 操演：秋山辰雄
- 特殊美術：武田謙之助
- 特撮助監督：岩倉一浩
- 編集：大原順子、竹中久義
- 効果：大橋鉄也
- 録音：アオイスタジオ
- 現像：東洋現像所
- 製作担当：前田鶴夫
- 特撮監督：小嶋伸介（ピー・プロダクション）
- 制作：日本特撮株式会社、フジテレビ
- 協力：ピー・プロダクション
- 造形：大橋史典、高山良策、開米栄三

## 主題歌・挿入歌
オープニング「怪獣王子の唄」
作詞：土屋啓之助 / 作曲：半間巖一 / 歌：天地総子
映像ではラスト、タケルの回転と同時にロッテのロゴが回転しながら現れ、赤バックに「提供 ロッテ」に変わったところで、「この番組は、ガムやチョコレートで御馴染みのロッテがお送り致します」の提供コメントが出された。
挿入歌「怪獣音頭」
作詞：滝田順 / 作曲：半間巖一 / 歌：森朋子
主に次回予告のBGMとして使用。『帰ってきたウルトラマン』の同名のイメージソングとは無関係。

## キャスト
- 伊吹タケル / 怪獣王子：野村光徳
- 伊吹ミツル：野村好徳
- 伊吹精一：及川広信（声・仙波和之）
- 伊吹朝子：高森和子
- 伊吹ヒカル：浜本悦世
- 江島郁夫：北浦昭義
- 小室惠子：葉山葉子
- 池永博士：大木勝
- オリバー博士：フランツ・グルーベル
- グレース：シリア・ポール
- 林幕僚長：志摩靖彦
- 中曽根司令官：尾上鯉之助[注釈 6]
- 久世空幕：渡辺高光
- 中丸一尉：伊藤克
- 橋場一曹：鎗田順吉
- 西住三曹：山口暁
- 宍戸一士：宍戸大全
- 田尻一士：田尻康博
- 伊藤一士：伊藤信明
- 関一士：関国麿
- 尾崎一士：尾崎孝二
- 淀川一士：淀川伸二
- 鳥人司令の声：戸田皓久
- ネッシー：岬竜二
- 鳥人司令：菊池英一
- 予告ナレーション：小林大輔[注釈 7]

## 放送リスト
| 放送日         | 話数 | サブタイトル                | 登場怪獣                  | 脚本                |
| -------------- | ---- | --------------------------- | ------------------------- | ------------------- |
| 1967年 10月2日 | 1    | 恐怖の火山島                | ネッシー（母）            | 吉岡道夫            |
| 10月9日        | 2    | 夕陽のプロントザウルス      | ネッシー（母） テラノドン | 吉岡道夫            |
| 10月16日       | 3    | くたばれテラノドン          | テラノドン                | 吉岡道夫            |
| 10月23日       | 4    | 宇宙人の地下帝国            | ゴズラス                  | 吉岡道夫            |
| 10月30日       | 5    | 原潜808号侵攻せよ           | ゴズラス                  | 吉岡道夫            |
| 11月6日        | 6    | 激突二大怪獣                | ゴズラス                  | 吉岡道夫            |
| 11月13日       | 7    | 出動!! 特別レインジャー部隊 | シシ龍                    | 吉岡道夫            |
| 11月20日       | 8    | 恐竜ネッシー灼熱の一撃!!    | シシ龍                    | 吉岡道夫            |
| 11月27日       | 9    | 遊星鳥人復元!!              | ヨロイ竜                  | 吉岡道夫            |
| 12月4日        | 10   | 洞穴に光る眼!!              | ヨロイ竜                  | 吉岡道夫            |
| 12月11日       | 11   | 危うし!! 火山島             | 角竜                      | 吉岡道夫            |
| 12月18日       | 12   | 絶壁のまちぶせ              | 角竜 剣竜                 | 吉岡道夫            |
| 12月25日       | 13   | 角をへしおれ!!              | 角竜 剣竜                 | 吉岡道夫            |
| 1968年 1月1日  | 14   | 皆殺し!! 火山島             | 剣竜 鳥人司令             | 吉岡道夫            |
| 1月8日         | 15   | 魔人昆虫軍団!!              | ジアトリマ                | 吉岡道夫 内山順一朗 |
| 1月15日        | 16   | 片眼のジアトリマ!!          | ジアトリマ                | 吉岡道夫 内山順一朗 |
| 1月22日        | 17   | 海獣シーラゴン!!            | シーラゴン                | 吉岡道夫 内山順一朗 |
| 1月29日        | 18   | 火山島を死守せよ!!          | シーラゴン                | 吉岡道夫 内山順一朗 |
| 2月5日         | 19   | あのウランをねらえ!!        | イグアナドン              | 高久進              |
| 2月12日        | 20   | 大暴れ!! "化石怪獣"         | イグアナドン              | 高久進              |
| 2月19日        | 21   | 決死のおとり作戦            | ジゴロドン                | 高久進              |
| 2月26日        | 22   | 飛べ！コーモリ爆弾!!        | ジゴロドン                | 高久進              |
| 3月4日         | 23   | 砂漠基地を攻撃せよ!!        | サンドラゴン              | 山浦弘靖            |
| 3月11日        | 24   | 傷だらけのネッシー          | サンドラゴン              | 山浦弘靖            |
| 3月18日        | 25   | 恐怖のサボテン              | パキケファロザウルス      | 山浦弘靖            |
| 3月25日        | 26   | サボテン怪獣の逆襲          | パキケファロザウルス      | 山浦弘靖            |

## 放送局
- フジテレビ（制作局）：月曜 19:30 - 20:00
- 札幌テレビ：月曜 18:00 - 18:30[25]
- 青森放送：月曜17:28-17:58→月曜 18:00 - 18:30[26]
- 岩手放送：火曜 18:00 - 18:30[26]
- 秋田放送：月曜 17:30 - 18:00[26]
- 山形放送：土曜 18:15 - 18:45[27]
- 仙台放送：火曜 18:15 - 18:45[28]
- 福島テレビ：火曜 19:00 - 19:30[29]
- 新潟放送：日曜17:00-17:30→金曜 17:30 - 18:00[30]
- 北日本放送：金曜 18:15 - 18:45[31]
- 北陸放送：火曜 18:00 - 18:30[32]
- 福井放送：火曜 18:00 - 18:30[32]
- 東海テレビ：月曜 19:30 - 20:00[33]
- 静岡放送：土曜14:30-15:00
- 山梨放送：月曜18:00-18:30
- 信越放送：火曜18:00-18:30
- 関西テレビ：月曜19:30-20:00
- 日本海テレビ：金曜18:00-18:30
- 山陰放送：火曜18:00-18:30
- 山口放送：金曜18:00-18:30
- 広島テレビ：金曜18:15-18:45
- 四国放送：火曜18:00-18:30
- 西日本放送：金曜18:15-18:45
- 南海放送：金曜18:00-18:30
- 高知放送：木曜18:15-18:45
- テレビ西日本：月曜19:30-20:00
- 長崎放送：火曜18:00-18:30
- 大分放送：火曜18:00-18:30
- 熊本放送：火曜18:00-18:30
- 宮崎放送：火曜18:00-18:30
- 南日本放送：火曜18:00-18:30
- 沖縄テレビ：水曜18:30-19:00

## 劇場版
1968年（昭和43年）3月19日、東映の“東映こどもまつり”の一篇として、テレビ本編の中からシネスコサイズのブローアップ版が上映された。第何話が使用されたかは不明。

### 同時上映
- 『アンデルセン物語』（長編アニメ版）
- 『アラビアンナイト・シンドバッドの冒険』（1962年作品の再上映）

## 漫画版
参照 特撮ヒーロー大全集 1988, p. 148
- 少年画報 1967年1月号 - 1967年12月号・作画：石川球太[注釈 17] → 1968年1月号 - 1968年3月号・作画：光山しょうじ
- 週刊少年キング 1967年1号 - 1967年48号・作画：園田光慶 → 1967年49号 - 1968年10号・作画：渡おさむ

## 映像ソフト
- 1984年、コロムビアビデオよりVHSビデオソフト全6巻が発売。第1巻は第1話から第3話まで、第2巻は第4話から第6話までの再編集版、第3巻以降は第7話から第14話までを各巻2話ずつ収録している。
- 1997年12月12日、円谷コミュニケーションズよりLD-BOXが発売された[35]。全話収録。
- 2002年10月23日、キングレコードよりDVD-BOXが発売。全話収録。特典として、ネッシーのペーパークラフトが封入されていた[36]。
- 2016年7月27日、キングレコードよりBD-BOXが発売[37]。全話収録に加え、新たにフィルムが発見された次回予告も収録している[38]。